# История западноевропейского университета

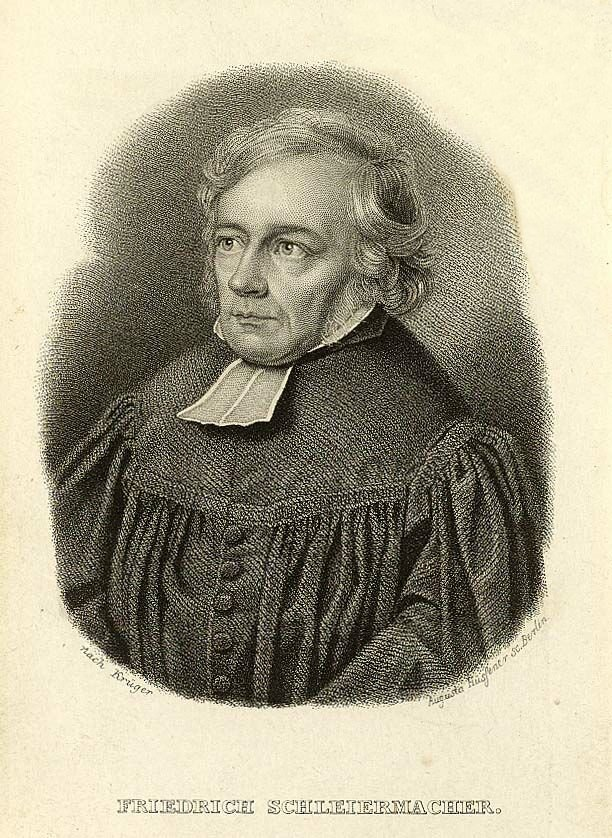
Фридрих Шлейермахер

Западноевропейский университет имеет длительную историю. Первые университеты, такие как Болонский, основанный в 1088 году, появились еще в Средние века. В XIX—XX веках европейские университеты сфокусировались на науке и научных исследованиях, именно в это время их структура и идейное содержание приняли современный вид. Первоначально университеты нередко возникали на основе комплексных школ и входили в систему духовного образования. Их задачи заключались в подготовке ряда специалистов (по философии, богословию, праву и медицине), а также в изучении научных трудов, повышении уровня образования в обществе и обучении студентов самостоятельно мыслить и проводить исследования.
К XVIII столетию университеты публиковали собственные научные журналы. Выработались две основные модели университета: немецкая и французская. Немецкая модель основана на идеях Вильгельма Гумбольдта и Фридриха Шлейермахера; университет поддерживает академические свободы, лаборатории и организует семинары. Во французских университетах господствует жесткая дисциплина, администрация контролирует все аспекты деятельности. До XIX века в европейских университетах религия составляла важнейшую часть занятий, но в течение XIX века её роль постепенно уменьшалась. Университеты концентрировались на научных исследованиях, и немецкая модель, лучше приспособленная к занятиям наукой, со временем получила большее распространение по всему свету, чем французская. Одновременно высшее образование становилось все более доступным широким массам населения.

## Первые европейские университеты

Печать Болонского университета

Первым университетом Западной Европы часто называют Болонский университет, основанный в 1088 году, хотя по этому поводу имеются определенные разногласия. Действительно, этот университет считают «матерью европейских университетов», хотя эта концепция родилась в своё время как символ итальянского национального единства, а не для доказательства того, что именно этот университет был исторически первым. Если считать университетом единую корпорацию студентов и профессоров по различным дисциплинам, то, возможно, было бы правильнее считать первым Парижский университет, основанный в 1208 году. С другой стороны, задолго до них учебным заведением, в котором были собраны видные ученые специально для создания «центра греческой науки и культуры», стала Магнаврская школа в Константинополе, которую иногда называют Константинопольским университетом. Как и арабские медресе в мусульманской части Испании и на Сицилии.
Традиционно средневековое образование ограничивалось церковными школами, которые становились все более популярны из-за расслоения средневекового общества, которому нужны были образованные администраторы, юристы, нотариусы, медики и священники. Были вновь открыты античные авторы и римское право, понадобились новые переводы Аристотеля, и для удовлетворения этих новых нужд возникла новая форма образования, а также студенческие гильдии или университеты (общины), от которых произошло наименование учебных заведений нового типа. К XVI веку все большее место в деятельности университетов занимала наука, в том числе «открытость к новому» вообще и поиск способов контроля над природными явлениями в частности.

### Структура и распространение ранних европейских университетов

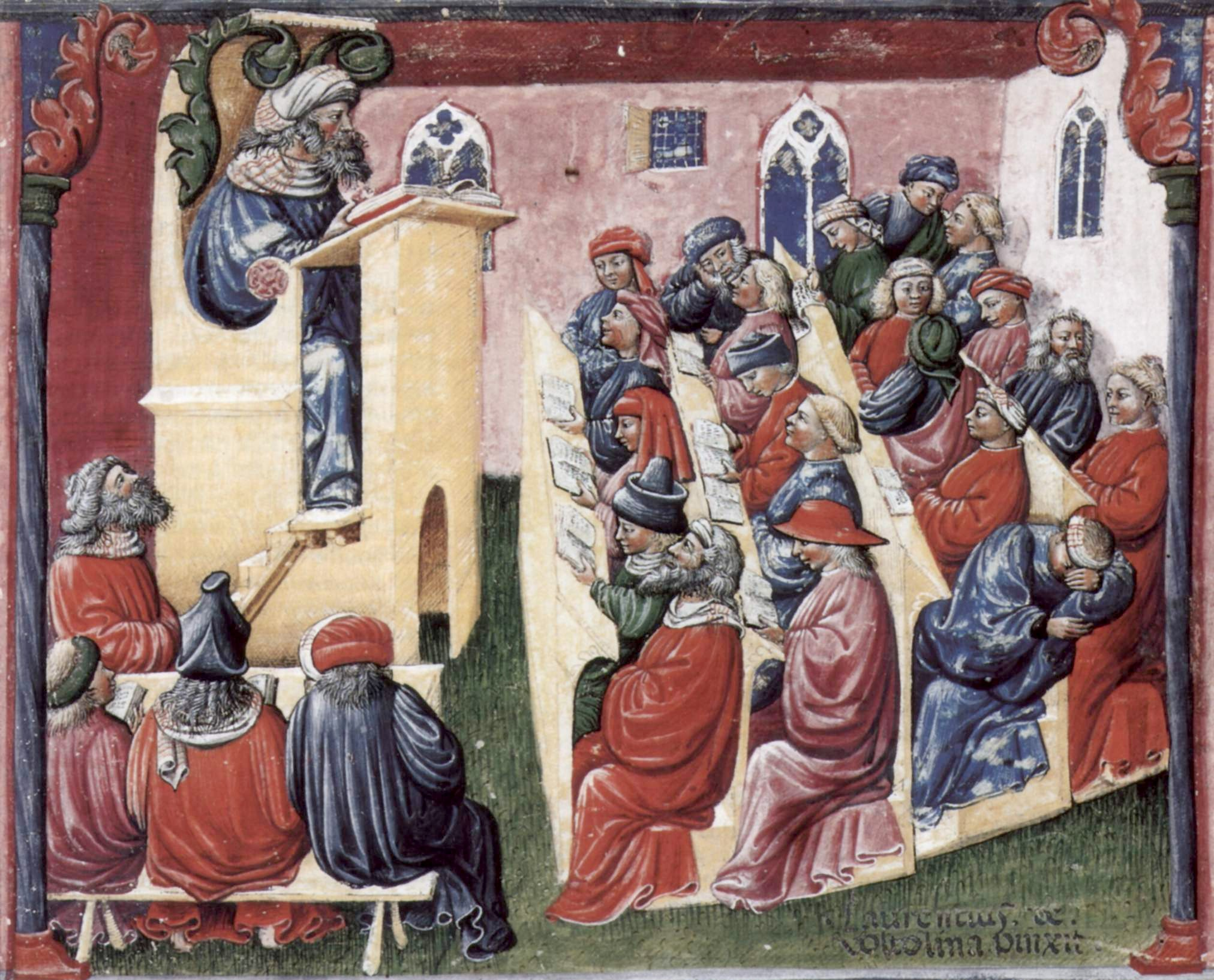
Средневековый университет (миниатюра 1350-х гг.)

Появление новых университетов нередко было связано с отделением групп профессоров от своего университета с целью устроить новый, более соответствующий их идеалам. Так Парижский университет дал начало многим другим университетам севера, а Болонский — юга Европы. Некоторые университеты были организованы монархами, например, в Неаполе, где университет возник по указанию императора Фридриха II, чтобы составить конкуренцию враждебному ему Болонскому университету.
Учитывая цеховую структуру средневекового города, нет ничего удивительного в том, что и студенты и преподаватели объединялись в организации. Профессора объединялись по факультетам (от лат. «способность»), то есть по группам людей, способных преподавать ту или иную дисциплину. Студенты объединялись в землячества. Студенческие объединения зачастую заводили свои уставы, имели свою иерархию, свои традиции и обычаи.
Первоначально у университетов не было собственных помещений, и лекции читались в церковных или монастырских зданиях, или же в специально снятых для этих целей общественных или частных домах. Студенты проживали в меблированных комнатах или на постоялых дворах. Иногда зажиточный магистр или профессор могли снимать целые холлы, предоставляя их как для обучения студентов, так и для их проживания.
Преподавание в основном сводилось к чтению текстов, которые комментировал профессор. Главной причиной такого способа обучения следует считать, во-первых, недостаток книг и, во-вторых, схоластическую систему познания. Периодически отдельные места могли обсуждаться или быть вынесены на публичный диспут. К XVIII веку профессура все меньше времени уделяла непосредственно преподаванию и все больше — воздействию на умы элиты общества, в частности, путём публикации своих сочинений.

### Перемены в университетском образовании в XIV—XVII веках
В эпоху Возрождения гуманистические идеи постепенно распространялись по Европе, достигнув Англии в период церковной Реформации. Под влиянием новых идей университеты начали готовить студентов не только к церковной, но и к активной светской жизни и светской культуре. На первом этапе (3-4 года) обучение состояло в овладении семью «свободными искусствами»: грамматика, риторика и логика (так называемый тривиум), арифметика, геометрия, музыка и астрономия (квадривиум). В эпоху Великих географических открытий и завоевания, особенно испанцами, обширных колониальных владений в университетах обсуждали вопросы прав коренного населения и международного права. Изобретение книгопечатания привело к популяризации печатного слова. В частности, уже в XV веке стали популярными научные журналы, и к XVIII веку каждый университет обычно выпускал собственный журнал.

## Развитие университетов в XIX и XX веках

### Появление университетов современного типа

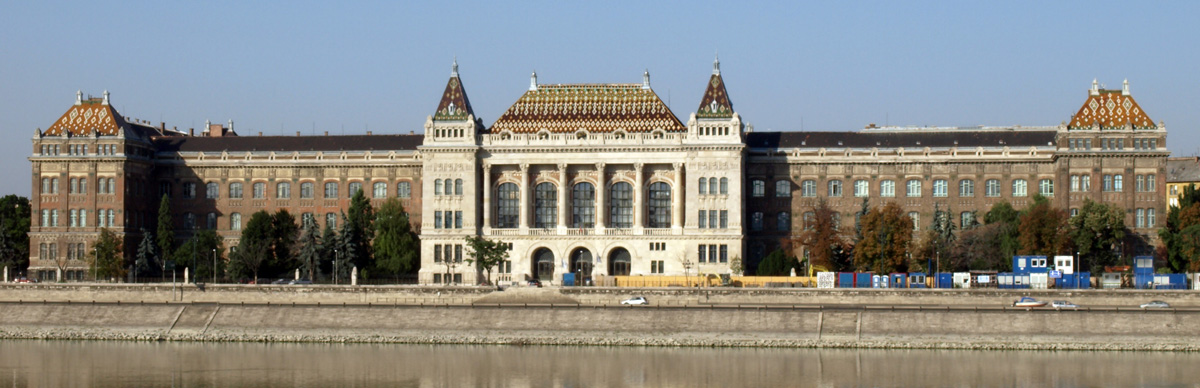
Будапештский университет экономики и технологии, старейший политехнический университет, основанный в Венгрии в 1782 г.

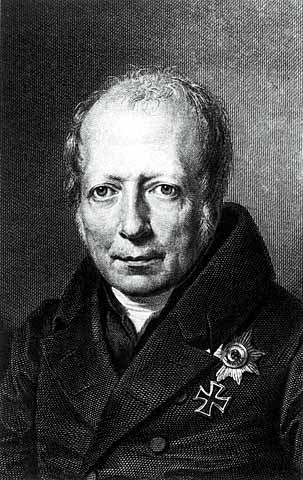
Вильгельм Гумбольдт

Первым в мире политехническим университетом считается Будапештский университет экономики и технологии в Венгрии, основанный в 1782 году императором Иосифом II, который первоначально носил название Institutum Geometrico-Hydrotechnicum (Институт геометрии и гидротехники).
В эпоху Просвещения университеты постепенно эволюционировали от обучения «отрыжкам знания» к «поощрению творческого мышления». К XIX веку сформировались две основных модели университета: немецкая и французская, хотя одновременно развивались и другие, например, российская и британская. Немецкая модель основана на идеях Вильгельма Гумбольдта, который, следуя либеральной модели Фридриха Шлейермахера, убедил прусского короля основать в Берлине университет нового образца, который открылся в 1810 году. Основная цель Гумбольдта состояла в демонстрации процесса получения нового знания и обучения студентов «принимать во внимание фундаментальные законы науки в процессе своего мышления». Обучение происходило, главным образом, в виде семинаров и лабораторных работ. По мнению Гумбольдта, в центре университетского образования должно быть непосредственное участие студентов в научных исследованиях:
Университетский преподаватель более не учитель, а студент — не ученик. Вместо этого студент самостоятельно проводит исследования, а профессор руководит ими и поддерживает студента в его работе.
Неотъемлемой частью концепции Гумбольдта были свобода действий и свободная конкуренция между профессорами. Хотя профессура состояла на государственной службе, профессора могли свободно выбирать университет среди многочисленных и независимых в то время германских княжеств. Их имя и престиж, а следовательно, и возможность найти работу зависели только от уровня исследований и специализации в той или иной научной дисциплине.
Во французских университетах подобных свобод не было, там господствовала жесткая дисциплина, и администрация контролировала все аспекты деятельности, от расписания и программы занятий до присуждения степеней, утверждения официальной точки зрения на каждый сколько-нибудь значимый вопрос и даже внешний вид преподавателей (например, в 1852 году им запрещали отпускать бороду). Престиж преподавателя зависел не от его личных заслуг, а от репутации оконченного им учебного заведения. Однако во второй половине XIX века немецкая модель университета начала оказывать влияние и на порядки во французских университетах.

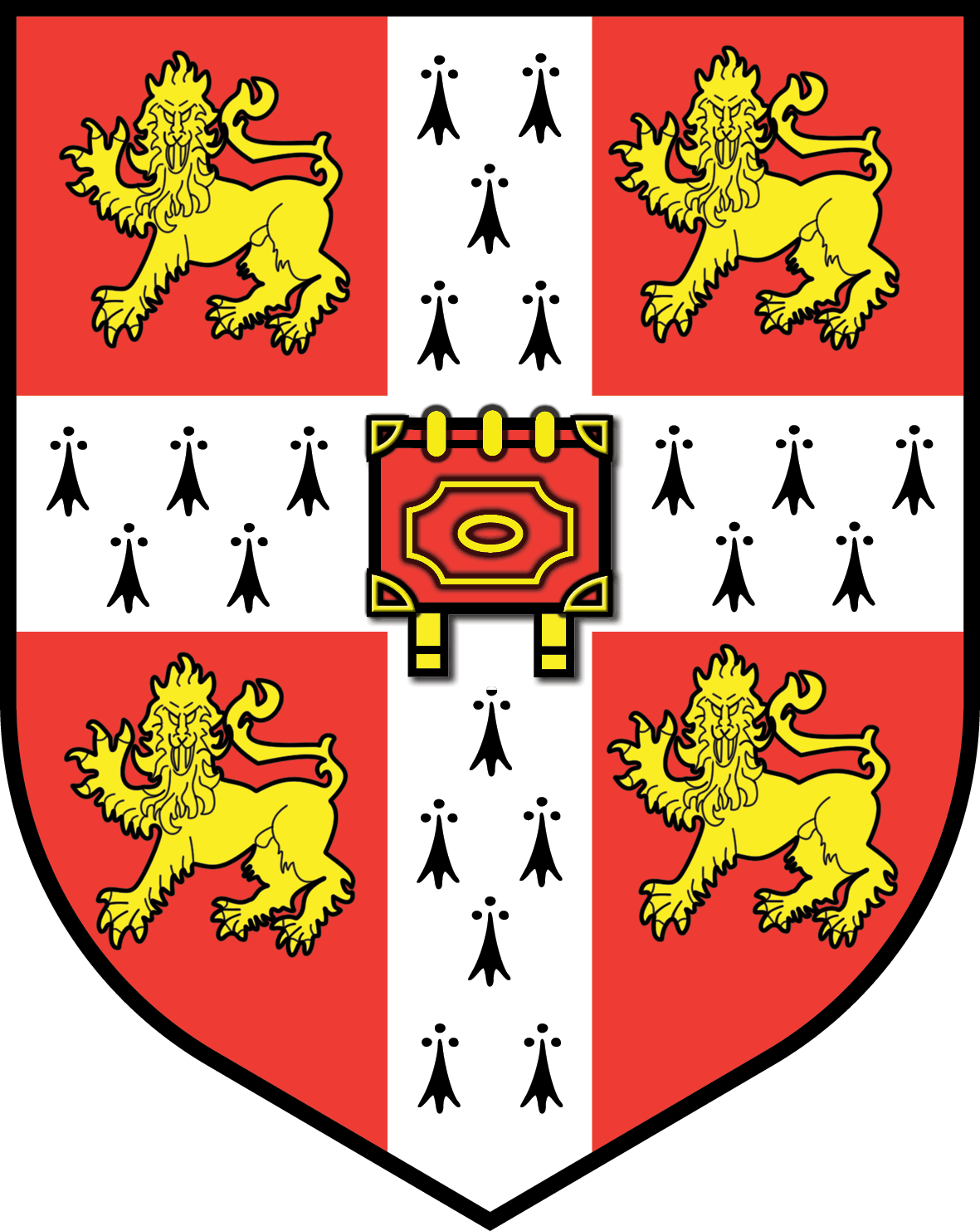
Герб Кембриджского университета

Британские университеты также восприняли немецкую модель, тем более, что государство предоставило им автономию. В российских университетах работало множество профессоров, приглашенных из Германии, но их главной задачей была подготовка служащих для бюрократического аппарата, и общий распорядок был похож скорее на французскую модель, чем на немецкую. Впрочем, в XIX—XX веках в российских университетах порядки были очень разнообразны.
Как бы то ни было, в XIX—XX веках на первый план университетского образования вышла наука, хотя в немецких университетах научные исследования выполнялись на высоком профессиональном уровне, в хорошо оснащенных лабораториях и подвергались бюрократическому регулированию, а в английских и французских они были частным делом заинтересованных в этом профессоров и студентов.

### Профессора и студенты
Шлейермахер считал, что профессор должен демонстрировать студентам «акт создания» нового знания. Профессорское звание получают за достижения в развитии науки, и увольнение профессора может быть связано только с серьёзным преступлением. Из преимущественно лекторов профессора превратились в исследователей, и научно-исследовательская работа превратилась в неотъемлемую часть их служебных обязанностей.

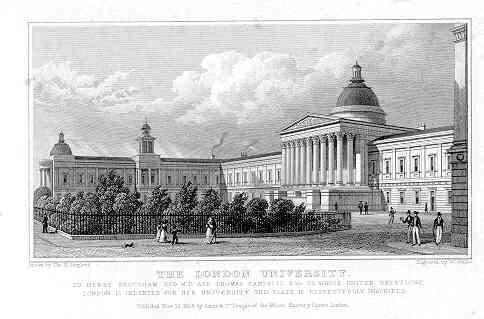
Лондонский университет, рисунок Т.Шефферда, 1827/1828 гг.

С начала XX века доступность высшего образования для широких масс населения непрерывно возрастала. Препятствием в это время была лишь его высокая стоимость. Например, в Великобритании образование в XIX веке было доступно только для богатых аристократов, и лишь в начале XX века Лондонский университет сделал высшее образование массовым. Для женщин доступ в английские университеты был открыт в середине XIX века, но для такого шага необходима была редкая личная смелость и выдержка, так как общество восприняло это нововведение в штыки. Изменение социального состава студентов поставило под угрозу немецкую модель университета, так как теперь их мировоззрение и цели в жизни значительно отличались от тех, которые были распространенными во времена Гумбольдта и Шлейермахера.
В основном в XIX—XX веках студенты сами несли полную ответственность за получение необходимых знаний. Профессора не контролировали посещаемость занятий, если в конце курса назначался экзамен, и студенты могли выбирать, какие курсы слушать. Ещё в XVIII веке как приём на работу, так и приём абитуриентов в университет зависел от их религиозной принадлежности, но в XIX веке курсы духовного образования постепенно были выведены из университетской программы. Новые университеты стали многоконфессиональными и независимыми от церкви. Например, во Франции учреждение Наполеоном светского Университета Франции отделило высшее образование от католической церкви. В середине XIX века Альфред Фаллу пытался восстановить роль церкви в университетах, но впоследствии французская церковь была окончательно отделена и от государства, и от высшей школы. В Великобритании религиозные ограничения были отменены в Оксфорде и Кембридже в 1854 году, после чего роль религии в английских университетах быстро сошла на нет.

### XX век
В XX веке университетские научно-исследовательские институты и лаборатории на базе университетов стали играть важнейшую роль в развитии науки, на их базе во многих странах формировались национальные системы научных учреждений.
Университеты перестали быть элитарными учреждениями, число студентов росло, их социальный состав постепенно расширялся. Этому способствовало социальное расширение среднего образования, а также рост его качества, благодаря чему появлялось все больше образованной молодежи, способной учиться в университете. Так, в 1938 году в Великобритании насчитывалось 69 тыс. студентов очных форм обучения, к 1963 году количество студентов выросло до 215 тыс. человек, а к 1970 году это число удвоилось.
К концу XX века на Западе сложились четыре основные модели университета: гумбольдтовский «исследовательский университет», британская модель интернатного типа («Оксбридж»), основанная на тесном неформальном общении студентов с преподавателями; модель французских элитарных «больших школ» и производная от концепции liberal education «Чикагская модель» главы Чикагского университета Р.М. Хатчинса, автора концепта «обучающееся общество» (learning society).

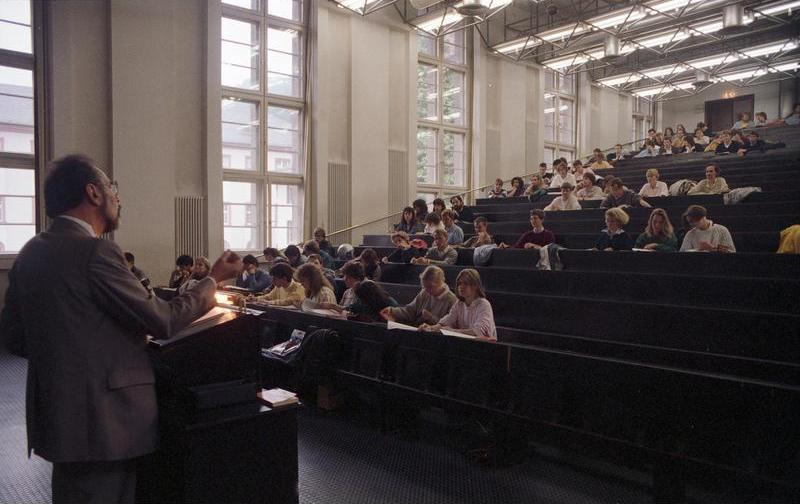
Лекция в Гейдельбергском университете, 1988 год

Важным шагом на пути построения единой Европы стала подписанная в 1998 году министрами образования Франции, Германии, Великобритании и Италии Совместная Декларация о гармонизации структуры системы европейского высшего образования (Сорбонская декларация), основной идеей которой было создание в Европе открытой системы высшего образования, которая смогла бы, с одной стороны, сохранять и беречь культурное наследие и разнообразие отдельных стран, а с другой — способствовать созданию единого пространства преподавания и обучения, в котором студенты и преподаватели располагали бы возможностью неограниченного передвижения и тесного сотрудничества. Ключевыми моментами, указанными в этой декларации, были мобильность, признание и доступ к рынкам труда. Она стала предпосылкой Болонской декларации об архитектуре высшего европейского образования, которая была подписана в 1999 году 29 странами Европы. Было создано Европейское пространство высшего образования. Одной из основных целей Болонского процесса является «содействие мобильности путём преодоления препятствий эффективному осуществлению свободного передвижения». Для этого необходимо, чтобы уровни высшего образования во всех странах были максимально сходными, а выдаваемые по результатам обучения научные степени — наиболее прозрачными и легко сопоставимыми. Это, в свою очередь, напрямую связано со введением в вузах системы перезачёта кредитов, модульной системы обучения и специального Приложения к диплому.